# Université Bugema
Pour les articles homonymes, voir BUU.
L'université Bugema (en anglais : Bugema University ou BUU) est une université privée ougandaise située à Kalagala, dans le centre du pays.

## Source
- (en) Cet article est partiellement ou en totalité issu de l’article de Wikipédia en anglais intitulé « Bugema University » (voir la liste des auteurs).